# 托米·德維
托米·德維（英語：Tommy Dewey，1978年8月3日—）是美國的一位演員、作家和製作人。他出生在加利福尼亞。文克首次出演電視是在2004年12月的一檔福克斯情景喜劇上。他最近出演過的主要電影有舞力全開4 3D。他也出演有超腦特工、魅力克利夫蘭等電視劇。

## 外部連結
- 托米·德維在互联网电影资料库（IMDb）上的資料（英文）
- 在AllMovie上托米·德維的頁面（英文）
- 托米·德維的X（前Twitter）